# Phasia punctigera
Phasia punctigera là một loài ruồi trong họ Tachinidae.